# Pont de Bétheny
Le  pont de Bétheny  est un pont routier, au dessus de la ligne de Châlons-en-Champagne à Reims-Cérès, de la commune de Bétheny dans le département de la Marne, en France.

## Histoire
L'ancien pont de Bétheny est construit en 1933 et rehaussé en 1960. Compte tenu de son état, il est décidé de le démolir et de le reconstruire. La démolition du pont via la méthode de sciage et levage par la société Berthold (Meuse) et son sous-traitant Brasseur (Reims), a duré trois semaines en janvier 2012. La reconstruction du nouveau pont s’est échelonnée de février à octobre 2012. Comme tout nouveau pont mis en service, il a fait l’objet d’une série de tests de résistance pour vérifier la conformité de l’ouvrage.
La circulation a été rétablie en novembre 2012.

## Caractéristiques de l’ancien pont de Bétheny
L’ancien pont de Bétheny était une réalisation en béton armé datant de 1933. Il franchit sept voies ferrées dont quatre sont électrifiées ainsi qu'une ligne à haute tension. A la fin des années 1960, l'électrification des quatre voies ferrées a conduit à un rehaussement du pont.

## Caractéristiques du nouveau pont de Bétheny
Le nouveau pont de Bétheny est long de 90 mètres. Il est constitué de trois ouvrages successifs avec deux tabliers à poutre latérale de 34 mètres de longueur avec, au milieu, un portique en béton armé de 20 mètres.
Le nouveau pont offre une voie de circulation de 6,50 mètres de large dans chaque sens ainsi qu'un trottoir partagé pour cyclistes et piétons de 3 mètres d'un côté et un trottoir intégralement piétonnier de 1,50 mètre de l'autre. Son coût est évalué à 5,5 millions d'euros répartis entre le Conseil général de la Marne pour 3,5 millions et Réseau ferré de France (RFF) 2 millions d'euros.